# Halteriomantispa grimaldii
Halteriomantispa grimaldii — викопний вид сітчастокрилих комах вимерлої родини Dipteromantispidae, що існував у крейдовому періоді (99-94 млн років тому). Названо на честь американського ентомолога і палеонтолога Девіда Грімальді.

## Рештки
Повний екзоскелет виявлений у бірманському бурштині у 2016 році. Голотип зберігається у колекції Ентомологічного музею Трьох ущелин у китайському місті Чунцін.

## Опис
Тіло завдовжки 7,4 мм. Переднє крило розміром 5,2×2,3 мм. Задні крила дуже редуковані. Передні кінцівки хапального типу, що вказує на хижацький спосіб життя.